# برشوم الكبرى
برشوم الكبرى إحدى قرى مركز طوخ التابع لمحافظة القليوبية بجمهورية مصر العربية.

## التاريخ
ذكرها علي مبارك في كتابه الخطط التوفيقية باسم "برشوم"، حيث ذكر أنها من قرى مديرية القليوبية بقسم أجهور الورد، وأن بها جامعان أحدهما بمنارة وضريح، وبها سوق دائم، وأهلها مهنتهم الزراعة ولهم شهرة في زراعة التين .

## السكان
بلغ عدد سكان برشوم الكبرى 4,441 نسمة، حسب الإحصاء الرسمي لعام 2006.